# Maglajani
Maglajani (szerbül: Маглајани), település Bosznia-Hercegovinában, Laktaši községben, Bosanska krajina területén, a Szerb Köztársaságban. 

## Fekvése
Bosznia-Hercegovina északi részén, Banja Lukától légvonalban 23, közúton 27 km-re, községközpontjától légvonalban 6, közúton 8 km-re északkeletre, 112-117 méteres magasságban, a Lijevce polje mezején, és az Orbász bal partja melletti hordaléksíkságon fekszik. 

## Népessége
| Nemzetiségi csoport | Népesség 1991 | Népesség 2013 |
| ------------------- | ------------- | ------------- |
| Szerb               | 1416          | 1612          |
| Bosnyák             | 2             | 0             |
| Horvát              | 4             | 10            |
| Jugoszláv           | 32            | 1             |
| Egyéb               | 36            | 3             |
| Összesen            | 1490          | 1626          |

## Története
A régészeti leletek tanúsága szerint területe már a késő bronzkortól fogva lakott volt. Határában, a Luke lelőhelyen az urnamezős kultúrához tartozó temető maradványait tárták fel.  Két római település maradványa is előkerült itt, melyek a 2. és a 4. század között virágoztak.
A település 1878-ig tartozott az Oszmán Birodalomhoz, ekkor a berlini kongresszus határozata alapján az Osztrák-Magyar Monarchia része lett. 1879-ben az első osztrák-magyar népszámlálás során a Banja Luka-i járáshoz tartozó településnek 82 háztartása és 583 ortodox lakosa volt. 1910-ben a Banja Luka-i járáshoz tartozó településen 136 háztartást, 877 ortodox és 4 római katolikus lakost találtak.A monarchia szétesésével 1918-ban előbb a Szerb-Horvát-Szlovén Királyság, majd 1929-től a Jugoszláv Királyság része. 1921-ben a községnek 149 háztartása és 955 lakosa volt. Az 1929-es törvény értelmében, amikor Bosznia-Hercegovinát négy banovinára, Drinskára, Vrbaskára, Zetskára és Primorskára osztották, a település a Vrbaska banovina része lett, amelynek székhelye Banja Luka volt. Jugoszlávia megszállása után a Független Horvát Állam (NDH) része lett. A második világháború után a szocialista Jugoszláviához tartozott. A daytoni békeszerződést követő területfelosztásnál Laktaši község részeként a Szerb Köztársaság területéhez került.

## Infrastruktra
2011. október 30-án, az új vízvezetékrendszer üzembe helyezésekor Milorad Dodik, a szerb köztársasági elnök is ellátogatott a településre.

## Sport
A település labdarúgócsapata a Szerb Köztársaság negyedik regionális bajnokságában szereplő FK Borac Maglajani.

## Nevezetességei
- A helység legjelentősebb kulturális emléke a Szűz Mária Mennybemenetele templom, Mašo Vrbica montenegrói szerb vajda adománya. A templom építése 1876-ban kezdődött, és 1901-ben szentelték fel ünnepélyesen. A szertartást Őeminenciája, Banja Luka és Bihács ortodox metropolitája. Evgenije Letica végezte. Belsejében, az oltár és az ikonok kivételes szépségükkel tünnek ki, de a legszebb a csillár, mely a legnagyobb aranyozott csillár ezen a vidéken. A csillár Oroszországban készült, mérete, szépsége és részletgazdagsága lélegzetelállítóan szép. A csillár Slavica Ecclestone-nak, Bernie Ecclestone feleségének ajándéka, akinek a családja eredetileg Maglajaniból származik.[10]

- Crkvina – római település maradványai. Római épületmaradványok, kövek és téglák az 1. – 4. századból.[4]

- Luka - római település maradványai. Római épületmaradványok, kövek és téglák az 1. – 4. századból. Antonius Pius és Maximilianus császárok pénzérméi a 2. – 4. századból.[4]

- Luke – őskori nekropolisz maradványai. A lelőhelyen 1982-ben O. Jamaković vezetésével végeztek kisebb ásatásokat, melynek során urnás temetkezéseket tártak fel. A temető szélén megsemmisült sírokra utaló jeleket találtak. A temető korát a késő bronzkorra, az urnamezős kultúra időszakára tették.[4]

## Fordítás
- Ez a szócikk részben vagy egészben  a(z)   Маглајани című szerb Wikipédia-szócikk ezen változatának fordításán alapul.  Az eredeti cikk szerkesztőit annak laptörténete sorolja fel. Ez a jelzés csupán a megfogalmazás eredetét és a szerzői jogokat jelzi, nem szolgál a cikkben szereplő információk forrásmegjelöléseként.